# Georg Ahrens (Politiker)
Georg Ahrens, vollständiger Name Georg Friedrich Ahrens (* 29. April 1896 in Delmenhorst; † 22. Oktober 1974 in Hamburg) war ein Hamburger Senator und Nationalsozialist.

## Leben
Georg Ahrens war Sohn des baptistischen Bibelkolporteurs Hermann Hinrich Ahrens (1856–1915) und dessen methodistischer Ehefrau Luise Friederike, geborene Dauelsberg. Sein Vater, der nur wenig später zum Prediger der Delmenhorster Baptistengemeinde berufen wurde, stellte der damals noch jungen Gemeinde in seinem Haus, das auch das Geburtshaus Georg Ahrens’ war, einen Versammlungsraum zur Verfügung.
Nach Abschluss einer kaufmännischen Ausbildung war Ahrens Soldat im Ersten Weltkrieg. Nach dem Krieg arbeitete er weiter im kaufmännischen Bereich und leitete die Hamburger Niederlassung eines Unternehmens. Zum 1. Dezember 1930 trat er in die NSDAP ein (Mitgliedsnummer 402.019), wurde 1931 als deren Vertreter in die Hamburger Bürgerschaft gewählt und war dort Stellvertreter des Fraktionsführers Wilhelm von Allwörden sowie Geschäftsführer der Fraktion. Er leitete die Verhandlungen im Februar und März 1933, die zur Wahl des NSDAP-geführten Koalitionssenats am 8. März 1933 führten. Dem am 8. März 1933 gewählten Senat gehörte Ahrens erst als Senatsrat an bereits am 28. März 1933 wurde er durch den Senat zum Staatsrat befördert.
Ahrens war Vertrauter von Gauleiter und Reichsstatthalter Karl Kaufmann und hatte den ersten Bürgermeister Carl Vincent Krogmann zu kontrollieren. So wurde mit der Ausweitung der Machtbefugnisse Kaufmanns die Position von Ahrens immer wichtiger. Am 18. Mai 1933 verlieh ihm Reichsstatthalter Kaufmann den Titel Staatssekretär, die tatsächliche Position erlangte Ahrens erst am 6. Juli 1933 auf Vorschlag des Senats, als er Leiter des neugeschaffenen Hamburger Staatsamtes wurde. In dieser Position war er für die allgemeine Verwaltung, das Behördenpersonal und die Außenvertretung Hamburgs zuständig und besorgte die Entlassungen missliebiger Mitarbeiter.
Am 7. November 1934 wurde Ahrens dann vom Reichsstatthalter Kaufmann für den am 8. November entlassenen Wilhelm Amsinck Burchard-Motz zum Senator und vertretenden Bürgermeister ernannt. Ahrens war neben Kaufmann die einflussreichste Persönlichkeit in Hamburg während der Zeit der Nationalsozialistischen Herrschaft; er leitete die Hamburgische Verwaltung bis 1945 und verhandelte das Groß-Hamburg-Gesetz. Ahrens stieg an Krogmann vorbei 1938 als Staatssekretär zum stellvertretenden Reichsstatthalter unter Kaufmann auf und führte die Amtsbezeichnung Präsident. Zudem übernahm er unter dem 1939 zum Reichsverteidigungskommissar ernannten Kaufmann den Bereich Verwaltung im Wehrkreis X.
1935 war Georg Ahrens Mitglied des Aufsichtsrates der HAPAG.
Ahrens wurde am 1. Dezember 1933 als Ehrenführer in die SS übernommen (SS-Nummer 36.226) und erreichte im November 1942 den Rang eines SS-Gruppenführers. Ahrens sagte seit 1943 persönlich die Luftlagemeldungen für Hamburg im Rundfunk an. Wegen seiner beruhigenden tiefen Stimme legte ihm der Volksmund den Spitznamen „Onkel Baldrian“ zu.
Erst Ende Juni 1945 wurde Ahrens von der Regierung der Britischen Besatzungszone des Amtes enthoben und in Bielefeld interniert. Er bot seine Dienste als „Fachmann“ dem ersten Nachkriegs-Senat an, doch dieser lehnte Ahrens als „graue Eminenz“ und „Naziterrorist führenden Ranges“ ab. Bei der Verhandlung vor der Spruchkammer kam es 1948 zum Skandal: „Als der Verteidiger mit den Worten schloss, das Gericht möge nicht zu grausam gegen den Angeklagten sein, ertönte plötzlich aus dem stark besetzten Zuhörerraum demonstratives Beifallsklatschen alter nazistischer Anhänger – eine unerhörte Herausforderung der Öffentlichkeit.“ Ahrens wurde am 5. Juli 1948 durch das Spruchgericht Bielefeld zunächst zu sechs Jahren Gefängnis verurteilt. Im Berufungsverfahren vor dem Spruchgericht Bergedorf wurde die Strafe am 19. Februar 1949 auf viereinhalb Jahre ermäßigt, wobei drei Jahre und neun Monate durch Internierung und Untersuchungshaft anzurechnen waren. Ein Grundstück, das Ahrens bei der „Arisierung“ weit unter Wert an sich gebracht hatte, wurde eingezogen.